# Celerena chrysauge
Celerena chrysauge är en fjärilsart som beskrevs av Felder 1875. Celerena chrysauge ingår i släktet Celerena och familjen mätare. Inga underarter finns listade i Catalogue of Life.